# 凯文·伊斯特曼
凯文·伊斯特曼（英语：Kevin Eastman 1962年5月30日 - ），全名凯文·布鲁克斯·伊斯特曼（Kevin Brooks Eastman）是一名美国漫画家和作家，众所周知的便是和彼得·莱尔德一起创造了《忍者神龟》（Teenage Mutant Ninja Turtles）动漫。伊士曼也是业主，杂志的编辑兼发行人。